# Maurice Cabart-Danneville
Maurice Charles Alexandre Cabart-Danneville, né le 9 juin 1886 à Paris (sa naissance devait coûter la vie à sa mère) et mort le 2 mai 1942 à La Glacerie (Manche), est un homme politique français, sénateur de la Manche.

## Biographie
Fils de Charles Maurice Cabart-Danneville, lui-même parlementaire de la Manche, ainsi que maire de Tourlaville, il suit des études de médecine. Il devient excellent médecin, souvent celui des pauvres.
Il épouse en 1922 Marguerite Hébert (sur la photo). Il n'aura pas de descendance.
Il commence sa carrière politique en 1928, Le Phare de la Manche disant alors de lui : « Devrait normalement regrouper sous son nom, les suffrages de ceux que dégoûtent les marchandages politiques... Mâtiné de socialiste humanitaire et de républicain sincère, est capable de remplir dans le domaine social, la tâche qu'il affirme vouloir prendre... ». Il est élu élu conseiller général de Cherbourg, puis l'année suivante conseiller municipal de cette même ville.
En 1930, il se porte candidat à la succession d'Adrien Gaudin de Villaine au Sénat, s'inscrivant dans la lignée politique de son père, et est élu au second tour, le 27 juillet 1930, puis réélu au premier tour le 10 janvier 1933, son mandat ayant pris fin le 31 décembre 1941.
Inscrit à l'Union républicaine, il participe aux travaux concernant la marine, plus particulièrement sur la réglementation et les retraites de la marine marchande, il s'intéressera au budget des Travaux Publics, et à l'industrie des grandes pêches maritimes. Il fut également membre de la commission aux Affaires étrangères. Il ne prend pas part au vote des pleins pouvoirs à Philippe Pétain en 1940, et se retire volontairement de la scène politique, se réfugiant dans sa propriété des « Sorbiers » à La Glacerie (Manche).
Il est inhumé dans le cimetière de cette commune normande.

## Anecdote
En 1865, c'est à Barfleur dans le département de la Manche que fut construite la 1re station de sauvetage sur le modèle des stations anglaises ; cette décision s'explique par le danger que représente la Pointe de Barfleur.
Depuis sa création, la station a été dotée de 6 canots. Les 3 premiers canots étaient à rame, lancés du haut du quai lorsque la mer était haute.
"Le dimanche 23 août 1931, jour des Régates, c'est l'occasion de lancer le canot. À l'équipage est venu se joindre le docteur Maurice Cabart-Danneville, sénateur de la Manche. Mais alors que le canot a entamé sa glissade vers l'eau, le talon du gouvernail vient heurter le bord du quai. Le choc projette 2 hommes dans l'eau : un marin... et le sénateur "lequel excellent nageur ne tarda pas à remonter sur le quai. Bien que trempé, il reprit sa canne et son chapeau, remercia ses sauveteurs, et salua la foule pleine d'émotion..."

## Détail des mandats et fonctions

### Mandat parlementaire
- Sénateur de la Manche du 27 juillet 1930 au 31 décembre 1941.

### Mandats locaux
- Conseiller général du canton de Cherbourg de 1928 à 1940.
- Conseiller municipal de Cherbourg de 1929 à 1925.

## Sources
- « Maurice Cabart-Danneville », dans le Dictionnaire des parlementaires français (1889-1940), sous la direction de Jean Jolly, PUF, 1960 [détail de l’édition]
- « Une Famille du Val-de-Saire », Revue du Département de la Manche, Avril 1975, Tome 17 - Fascicule 66, pages 79 et 80.
- Le Phare de La Manche, le 13 octobre 1928, « Le Docteur Cabart-Danneville », avec une illustration signée Ors.

## Ouvrages
- "De l'entrainement respiratoire spiroscopique : dans les vomissements graves dits incoercibles de la grossesse" (1920) par le Docteur Maurice Cabart Danneville

## Photos et illustrations
- Illustration de Ors dans Le Phare de La Manche, le 13 octobre 1928